# Tsuchinoko

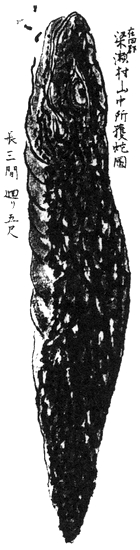
Darstellung des Tsuchinoko von Kuroda Suizan (um 1859)

Das Tsuchinoko (jap. ツチノコ/槌の子, dt. „Kind/Brut des Bodens/Hammers“, letzteres sinngemäß als „hammerähnliches Geschöpf“) ist ein schlangenähnliches Fabelwesen bzw. Kryptid aus Japan.
Der Name Tsuchinoko ist üblich im Westen Japans, wie Kansai oder Shikoku. Daneben gibt es eine Vielzahl regionaler weiterer Namen wie:
Tsuchinohebi (槌の蛇, „Hammerschlange“),
Nozuchi (ノヅチ, „Feldhammer“),
Tsuchinokohebi (槌の子蛇, „Hammerkindschlange“),
Gohassun (五八寸, „58 sun = 175 cm“),
Shakuhachihebi (尺八蛇, „Shakuhachi-Schlange“),
Kinenokohebi (杵の子蛇, „Stößelkindschlange“),
Sukinotokohebi (鋤の床蛇, „Ackerkrumenschlange“),
Kōgaihebi (こうがい蛇, „Haarnadelschlange“) oder
Bachihebi (バチヘビ, „Trommelschlägelschlange“). Nozuchi bezeichnet jedoch auch ein anderes Wesen des japanischen Volksglaubens.
Tsuchinoko werden als schlangenähnliche Wesen beschrieben, deren Mittelteil jedoch viel dicker ist als Kopf und Schwanz. Es hat schwarzbraune Flecken. Im Gegensatz zu den meisten Schlangen soll es einen guten Sehsinn besitzen und auch Schnarchen können. Zudem soll sie übel riechen und tödliches Gift besitzen. Weitere zugeschriebene sehr ungewöhnliche Eigenschaften sind, dass es in Reifenform herumrollen und schrille Laute äußern kann. Die Tiere haben für gewöhnlich eine Länge von 30 bis 80 cm.
Tsuchinoko dienen in Japan häufig als Basis für Popkultur, so kommen sie unter anderem in Videospielen und Anime vor.